# Carlo II d'Amboise
Carlo II d'Amboise (Chaumont-sur-Loire, 1473 – Correggio, 11 febbraio 1511) è stato un politico e militare francese.

## Biografia
Era figlio di Carlo I d'Amboise (1430-1481), governatore della Champagne e della Borgogna, favorito di Luigi XI, e di Anna di Bueil, dama d'Aubijoux, figlia di Giovanni IV di Bueil e di Marguerite Dauphine d'Alvernia, contessa di Sancerre.

Stemma di famiglia

Durante la sua vita fu insignito di diversi titoli ed ebbe varie cariche politiche. Fu signore di Chaumont, di Meillant e di Charenton-du-Cher. Cavaliere dell'Ordine del Re, fu successivamente gran ciambellano, maresciallo e ammiraglio di Francia negli anni 1502, 1504 e 1508. Fu governatore della città di Parigi, del ducato di Milano, della signoria di Genova  e della provincia di Normandia. Luogotenente generale in Lombardia nel 1501, assistette il 26 agosto 1502 al solenne ingresso di Luigi XII di Francia nella città di Genova. Nel 1509 combatté nella battaglia di Agnadello.
Fu mecenate di Leonardo da Vinci ed ebbe per amante Ippolita Fioramonte, già favorita del re.

## Discendenza
Sposò Jeanne Malet de Graville, figlia di Louis Malet de Graville, dalla quale ebbe un figlio, Georges (1503-1525), morto nella battaglia di Pavia del 1525. Ebbe anche un figlio naturale Michel, nato a Napoli intorno al 1510.